# Национальная гвардия (Мексика)
Национальная гвардия (исп. Guardia Nacional) — национальная гвардия (жандармерия), орган гражданской общественной безопасности, выполняющий функции национальной полиции Мексиканских Соединённых Штатов, созданная 26 марта 2019 года в результате объединения подразделений и офицеров Федеральной полиции, военной и военно-морской полиции в рамках стратегии президента Андреса Мануэля Лопеса Обрадора по борьбе с организованной преступностью в государстве. 
Это деконцентрированный орган Секретариата безопасности и защиты граждан, который определяет своё планирование и действия посредством Национальной стратегии общественной безопасности, однако, и руководствуясь ею, управление и деятельность организации осуществляются по поручению Секретариата национальной обороны, руководящего через оперативного командующего Национальной гвардией.
В 2022 году Конгресс Мексики одобрил пакет реформ, согласно которому командование Национальной гвардией перешло Секретариату национальной обороны.